# هیرویوکی دوباشی
هیرویوکی دوباشی (انگلیسی: Hiroyuki Dobashi؛ زادهٔ ۲۷ نوامبر ۱۹۷۷) بازیکن فوتبال اهل ژاپن است.
از باشگاه‌هایی که در آن بازی کرده‌است می‌توان به باشگاه فوتبال ماتسوموتو یاماگا اشاره کرد.